# Mien
Il  Mien è un lago della Svezia. La sua area è di 19,9 km² e la maggiore profondità di 5,7 m. Il lago che sorge nei pressi di Tingsryd, ha avuto origine da una meteorite caduto sulla Terra intorno a 121.0 ± 2.3 milioni di anni fa (Periodo Cretaceo). L'origine del lago venne ipotizzata nel 1910 da Arvid Högbom.